# Teodosie Petrescu
Teodosie Petrescu (pe numele de naștere: Macedon Porcu; n. 12 decembrie 1955, Gheorghițeni, Suceava) este un înalt cleric român ortodox, membru al Sfântului Sinod al Bisericii Ortodoxe Române din anul 1994, iar din 2001 întâistătător al Arhiepiscopiei Tomisului. Este primul înalt ierarh ortodox cercetat penal, în istoria Bisericii Ortodoxe Române, de după 1990.
Arhiepiscopul Teodosie a fost implicat în mai multe scandaluri, fiind urmăririt penal pentru luare de mită și fals intelectual începând cu data de 5 mai 2009 dar dosarul a fost clasat de procurori. În data de 3 februarie 2017 a fost trimis în judecată pentru infracțiuni de corupție. În data de 5 iunie 2019 a fost achitat în acest dosar de Curtea de Apel Constanța. În 14 feb. 2020 Înalta Curte de Casație și Justiție a hotărât definitiv achitarea, pe motiv că fapta nu există.

## Originea și studiile
Între 1962-1970 a urmat școala generală în localitatea Dorna Arini, după care s-a înscris la Seminarul Teologic al Mănăstirii Neamț.
Între anii 1976-1980 a urmat cursurile Facultății de Teologie din București.

## Cariera ecleziastică
În noiembrie 1982, după ce a cântat în corul studenților, a fost încadrat cântăreț bisericesc la paraclisul patriarhal Antim. La 1 octombrie 1986 a fost titularizat prin concurs pe postul de asistent universitar la Facultatea de Teologie din București, secția Practică. În anul 1977 a fost închinoviat ca frate la schitul Crasna din județul Prahova. În data de 6 decembrie 1990 a fost tuns în monahism la același schit, ocazie cu care a primit numele de Teodosie.
La 24 februarie 1991 a fost hirotonit ieromonah, având ca sarcină activitatea de asistență religioasă și misiune caritabilă la spitale, azile și casele de copii din București. Între 1992-1993 a beneficiat de o bursă de studii la Universitatea din Birmingham. În ședința din 22 martie 1994 a Sfântului Sinod a fost ridicat la treapta arhieriei, cu acordarea prealabilă a rangului de arhimandrit și a aprobat alegerea în funcția de episcop-vicar al Arhiepiscopiei Bucureștilor, cu titulatura de Snagoveanul. Hirotonia în arhiereu s-a săvârșit în ziua de 3 aprilie 1994 în Biserica Sfântul Spiridon Nou din București, paraclis patriarhal.
La începutul anului 2001, după retragerea arhiepiscopului Lucian Florea (decedat în 2004), patriarhul Teoctist a convocat la București, pentru ziua de 21 februarie, Colegiul Electoral Bisericesc, în vederea alegerii unui nou arhiepiscop. În urma votului membrilor Consiliului Electoral Bisericesc a fost ales Teodosie Petrescu pentru scaunul arhiepiscopal de la Tomis. Întronizarea a avut loc în Duminica Floriilor, 8 aprilie 2001, la Catedrala Arhiepiscopală din Constanța.
În data de 17 septembrie 2002 a fost ales decan al Facultății de Teologie Ortodoxă din Constanța.

## Activitatea pastoral-misionară
Cu binecuvântarea patriarhului Teoctist a prezidat examenele de capacitate preoțească, examenele de definitivare și promovare, la care a susținut prelegeri între anii 1994-2000. În anii respectivi s-a implicat în înființarea și organizarea unei școli de cântăreți bisericești la Seminarul Teologic București și a patru noi Seminarii Teologice, respectiv cele de la mănăstirile Căldărușani, Cernica, Pasărea precum și cel de la Giurgiu.
Ca episcop vicar a participat la circa 50 de întruniri cu organizațiile de tineret, iar la multe dintre ele a ținut și cuvânt de învățătură. A participat cu slujbe și cuvinte de învățătură la peste 100 ceremonii de depunere a jurământului la M.A.N. și M.I., respectiv în unitățile de Poliție, Jandarmerie și Pompieri.
Situația numerică a unităților bisericești a crescut după venirea sa la Constanța, ajungând la 417 unități din care 9 protoierii, 297 parohii, 93 filiale, 16 mănăstiri, 2 schituri. Locașurile de cult în unitățile bugetare sunt în număr de 16: 5 în armată, 2 în penitenciar, 1 în Ministerul de Interne, 4 în spitale, 2 în unități de învățământ, 1 în azile. 

## Controverse

### Colaborarea cu Securitatea
Teodosie Petrescu a fost acuzat că a semnat în anul 1987 un acord de colaborare cu fosta Securitate, având numele de cod „Mache”. CNSAS a emis două decizii de necolaborare cu Securitatea, ambele din 2007.
Este considerat un apropiat al politicianului Adrian Năstase.

### Ancheta privind falsificarea examenelor de admitere la Facultatea de Teologie
Episcopul Teodosie a fost audiat în 30 iulie 2009 în dosarul care a fost deschis ca urmare a unei investigații jurnalistice realizată de România Liberă, care a dovedit anumite practici în modul de înscriere la Facultatea de Teologie, arhiepiscopul Teodosie fiind suspectat de corupție și fals.
În 26 august 2009 procurorii Înaltei Curți de Casație și Justiție au început urmărirea penală față de arhiepiscopul Teodosie, pentru luare de mită și instigare la fals intelectual. Este primul înalt ierarh ortodox cercetat penal, în istoria Bisericii Ortodoxe Române, de după 1990.
În final, procurorii au clasat dosarul din lipsă de probe.

### Procesul privind obținerea ilegală de fonduri europene
La data de 16 mai 2017 procurorii DNA au cerut înlocuirea controlului judiciar cu cel al arestului la domiciliu pentru Teodosie Petrescu, în cadrul dosarului de urmărire penală al acestuia, deoarece ar fi demarat obținerea de fonduri europene, prin interpuși, deși se afla sub interdicție expresă. Teodosie Petrescu este acuzat în acest dosar că ar fi utilizat declarații false, incomplete sau inexacte spre a accesa fonduri europene prin APIA. Instanța a respins în data de 22 mai 2017 cererea de trimitere în arest la domiciliu. Judecătorii de la Curtea de Apel Constanța au decis că nu este cazul ca măsura controlului judiciar să fie înlocuită cu cea a arestului la domiciliu. La data de 22 mai 2019 procurorii DNA au cerut condamnarea arhiepiscopului Tomisului la închisoare cu executare, respectiv achitarea prejudiciului din acest dosar care se ridică la aproximativ 1,3 milioane de lei.
În primă instanță, toți inculpații au fost achitați de Curtea de Apel Constanța. În 14 februarie 2020 Înalta Curte de Casație și Justiție a hotărât definitiv achitarea tuturor inculpaților.

### Procesul de mărturie mincinoasă
În data de 21 februarie 2018 a început urmărirea sa penală într-un alt dosar, care vizează infracțiunile de mărturie mincinoasă și abuz în serviciu în formă continuată. În data de 27 septembrie 2018 Curtea de Apel Constanța a constatat neregularitatea rechizitoriului emis de Parchetul de pe lângă Înalta Curte de Casație și Justiție, Direcția Națională Anticorupție, Serviciul Teritorial Constanța, în data de 9 martie 2018 cu privire la cei trei inculpați și faptele imputate acestora și a restitut dosarul la parchet. fiind clasat de procurori din lipsă de probe.

### Pandemia de Covid
- În noaptea de 26 spre 27 mai 2020, în plină pandemie, a organizat propria slujbă de Înviere, lumina fiind împărțită de preoți fără măști, către oamenii s-au înghesuit să-și aprindă lumânările.[28]
- Tot în mai 2020, a împărtășit mai mulți copii cu aceeași linguriță, deși Sfântul Sinod al Bisericii Ortodoxe Române decisese că până la 1 iunie nu se va face împărtășanie în grup.[29]
- În iulie 2020, a organizat o slujbă cu zeci de oameni înghesuiți într-o mănăstire din Suceava, județul cu cele mai multe cazuri de Covid la acel moment.[30]
- În octombrie 2021 a lansat atacuri dure la adresa campaniei de vaccinare anti-Covid și și-a îndemnat credincioșii să nu accepte vaccinarea.[31]
- A fost amendat de cinci ori în pandemia de Covid pentru că nu a respectat deciziile de carantinare, dar instanța i-a anulat toate amenzile.[32]

### Probleme legate de doctoratele coordonate și acuzațiile de plagiat
În 2021, mai multe probleme legate de onestitatea științifică și gestionarea școlii doctorale conduse de ÎPS Teodosie la Facultatea de Teologie Ortodoxă din cadrul Universității „Ovidius” din Constanța au fost aduse în atenția publicului. Un raport al Consiliului Național de Atestare a Titlurilor, Diplomelor și Certificatelor Universitare (CNATDCU) a evidențiat nereguli grave, inclusiv invalidarea a 15 teze de doctorat pentru plagiat, dintre care nouă coordonate direct de ÎPS Teodosie. De asemenea, două titluri de doctor au fost retrase definitiv.
CNATDCU a constatat că, pe lângă plagiat, problemele includeau și deficiențe metodologice, folosirea incorectă a bibliografiei și reluarea unor teme cercetate anterior. Totodată, ÎPS Teodosie a depășit limita de 20 de doctoranzi stabilită de Universitatea „Ovidius”.
Replica ÎPS Teodosie a fost că acuzațiile de plagiat sunt „tendențioase” și că vina ar aparține „calculatorului” care a generat rapoarte de similitudine, negând orice responsabilitate personală. Specialiști în etica academică, precum profesorul Marian Popescu, au criticat această poziție, subliniind lipsa de înțelegere a cerințelor minime pentru validarea unei teze de doctorat.

### Procesul cu Universitatea „Ovidius”
În anul 2021, Universitatea "Ovidius" din Constanța a decis ca toți profesorii care au împlinit vârsta de 65 de ani să iasă la pensie, fără posibilitatea de prelungire a calității de titular, conform unei hotărâri a Senatului universitar (Hotărârea nr. 623/29.07.2021). Această decizie l-a afectat și pe ÎPS Teodosie, care era profesor la Facultatea de Teologie. Arhiepiscopul Tomisului a împlinit vârsta de 65 de ani în decembrie 2020 și a solicitat prelungirea calității de titular, însă cererea sa a fost respinsă. În consecință, el a pierdut funcția de membru în consiliul facultății și a fost obligat să iasă la pensie.
ÎPS Teodosie a contestat decizia Universității, argumentând că absența unei metodologii clare privind prelungirea activității după pensionare reprezintă un act tendențios. În 2023, Curtea de Apel Constanța a admis parțial recursul său, anulând decizia Senatului universitar doar în ceea ce îl privește pe reclamant. Totuși, instanța nu a obligat Universitatea să îi prelungească statutul de titular, considerând că această decizie ține de autonomia instituției de învățământ superior, astfel că ÎPS Teodosie nu a rămas profesor titular.
În 2024, ÎPS Teodosie a inițiat un nou proces împotriva Universității "Ovidius", solicitând despăgubiri de aproximativ 30.000 de euro, reprezentând salariul pentru anul universitar 2021-2022 și daune morale. El a susținut că refuzul Universității i-a afectat reputația și i-a provocat suferință, întrucât nu și-a putut îndeplini misiunea de a forma noile generații de teologi. Procesul este în curs, cu următorul termen stabilit pentru februarie 2025.

### Urmărirea penală pentru cumpărare de influență
În noiembrie 2023, Recorder a publicat o investigație filmată cu camera ascunsă, care a scos la lumină o serie de fapte controversate ce îl implică pe ÎPS Teodosie, Arhiepiscopul Tomisului. Conform investigației, Teodosie ar fi acceptat o propunere de a obține 800.000 de lei din fondurile publice gestionate de Secretariatul de Stat pentru Culte în schimbul unui comision de 20% promis unui presupus om de afaceri.
În imaginile filmate, Teodosie ar fi declarat că această propunere este „o mană cerească” pentru Arhiepiscopie, punându-l în legătură pe pretinsul om de afaceri cu un consilier al său pentru a discuta detaliile financiare și metodele de plată ale comisionului. 
Investigația Recorder a condus la deschiderea unei anchete de către DNA, care a început urmărirea penală împotriva ÎPS Teodosie și a unui consilier al acestuia pentru cumpărare și complicitate la cumpărare de influență. Potrivit procurorilor, în luna iulie 2023, Teodosie ar fi promis suma de 160.000 de lei din fondurile obținute pentru Arhiepiscopie în schimbul folosirii influenței asupra unor funcționari din cadrul Secretariatului de Stat pentru Culte.
În mai 2024, ÎPS Teodosie a fost trimis în judecată, fiind acuzat oficial de cumpărare de influență. Dosarul se află pe rolul Curții de Apel Constanța.

### Dojană sinodală pentru răzvrătire și indisciplină
În februarie 2024, ÎPS Teodosie, Arhiepiscopul Tomisului, a fost sancționat de Sfântul Sinod al Bisericii Ortodoxe Române cu o „dojană sinodală scrisă”. Aceasta a fost emisă pentru „încălcarea ordinii statutare a Bisericii și tulburarea păcii din viața Bisericii și a societății, prin acte de răzvrătire, indisciplină și presiune publică”. Sfântul Sinod a avertizat că, în cazul unor recidive, ÎPS Teodosie ar putea fi trimis în judecata Consistoriului Arhieresc Prim.
Principalul motiv al sancțiunii a fost insistența repetată a Arhiepiscopului Tomisului ca Arhiepiscopia Tomisului să fie ridicată la rang de Mitropolie, deși aceasta nu îndeplinește criteriile prevăzute în Statutul pentru organizarea și funcționarea Bisericii Ortodoxe Române. De asemenea, Sfântul Sinod a reamintit că este interzisă folosirea manifestațiilor publice care îndeamnă la răzvrătire sau creează presiune publică asupra autorității bisericești.

### Sancțiuni pentru încălcări liturgice și disciplinare
În octombrie 2024, ÎPS Teodosie a fost sancționat de Sfântul Sinod al Bisericii Ortodoxe Române și Patriarhul Daniel pentru „nerespectarea hotărârilor sinodale” și pentru practicarea unor obiceiuri necanonice în cadrul Sfintei Liturghii. Printre principalele motive ale sancțiunii s-au numărat citirea frecventă a Moliftelor Sfântului Vasile cel Mare, permise doar în cazuri excepționale și asociate cu Taina Sfântului Maslu.
Cancelaria Sfântului Sinod a emis o decizie prin care ÎPS Teodosie nu mai are voie să oficieze slujbe în alte eparhii în afara Arhiepiscopiei Tomisului și nici să invite alți ierarhi să slujească la Constanța. Decizia a fost justificată prin faptul că citirea repetată a Moliftelor creează „o stare de tulburare a slujbei Sfintei Liturghii”, punând în dificultate ierarhii co-slujitori și încălcând practica euharistică panortodoxă.
Măsura a fost impusă pe termen nelimitat, până la momentul în care arhiepiscopul va înceta să recite aceste rugăciuni controversate în afara contextului permis de Sinod. Cu toate acestea, ÎPS Teodosie a continuat să citească Moliftele Sfântului Vasile cel Mare în cadrul slujbelor, sfidând decizia Sinodului.
În plus, arhiepiscopul a fost acuzat de alte încălcări ale disciplinei canonice, printre care hirotonirea necanonică a unor preoți și invitarea unor episcopi din străinătate fără acordul Patriarhiei Române. Sfântul Sinod a cerut explicații suplimentare în legătură cu aceste fapte.

### Declarațiile politice
În decembrie 2024, ÎPS Teodosie, Arhiepiscopul Tomisului, a stârnit controverse prin susținerea publică a politicianului naționalist Călin Georgescu și a președintelui rus Vladimir Putin. Într-un interviu acordat publicației franceze „Le Figaro”, Teodosie l-a descris pe Georgescu drept „un trimis al lui Dumnezeu” și a declarat despre Putin că este „un om al împăcării și un constructor de biserici”.
Patriarhia Română s-a delimitat ferm de aceste afirmații, reafirmând neutralitatea politică a Bisericii Ortodoxe Române și menționând că ÎPS Teodosie va fi cercetat în cadrul următoarei ședințe a Sfântului Sinod pentru încălcarea hotărârilor privind interdicția clericilor de a face politică partinică.
De asemenea, declarațiile sale au atras critici atât din partea opiniei publice, cât și din partea liderilor Bisericii Ortodoxe Române. Conform unor surse, ÎPS Teodosie riscă sancțiuni severe, inclusiv posibilitatea excluderii din funcție de către Sfântul Sinod.

## Distincții
A fost decorat în noiembrie 2002 cu Ordinul național Steaua României în grad de Cavaler „pentru crearea și transmiterea cu talent și dăruire a unor opere literare semnificative pentru civilizația românească și universală”.

## Publicații
- Petrescu, Macedon, Idei moral-sociale în scrierile profeților mari ai Vechiului Testament, în revista „Studii teologice”, București, anul XXXVI nr. 1-2/1984, p. 103-109;
- Idem, Despre rugăciune în Cartea Psalmilor, în Revista „Studii Teologice”, București, an XXXVI, 9-10/1984, p. 666-672;
- Idem, Creația și Providența în Cartea Psalmilor, în Revista „Mitropolia Moldovei și Sucevei”, Iași, an. LXII, nr. 3/1986, p. 67-82;
- Idem, „Să nu ucizi!” - Studiu exegetic, în Revista Mitropolia Moldovei și Sucevei, Iași, an LXII, nr. 5/1986, p. 61-67.
- Petrescu, Teodosie: Cartea Psalmilor și importanța ei în viața pastoral-misionară a Bisericii, teză de doctorat, „Ovidius” University Press, Constanța, 2001, 450 p.;
- Idem. Muzica Vechiului Testament, „Ovidius” University Press, Constanța, 2001, 112p.
- Idem. Viața iudeilor oglindită în Psaltirea lui David, „Ovidius” University Press, Constanța, 2001, 106 p.
- Idem. Psaltirea cu explicații și adnotări asupra termenilor biblici, „Ovidius” University Press, Constanța, 2001, 203 p.
- Idem. Psaltirea ilustrată, „Ovidius” University Press, Constanța, 2002, 430p